# Geographie der Vereinigten Arabischen Emirate

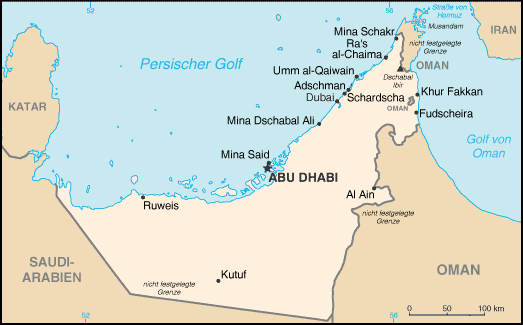
Karte der Vereinigten Arabischen Emirate

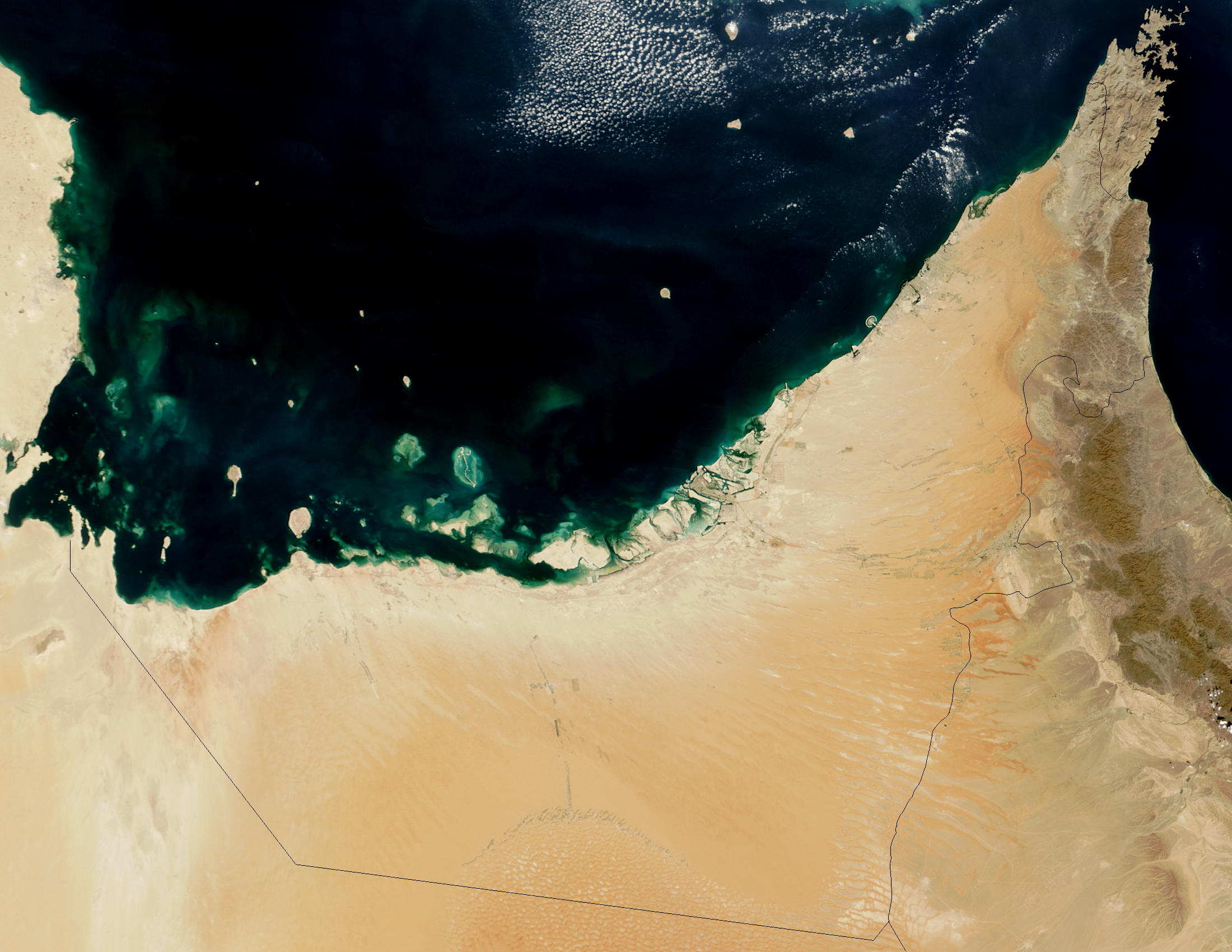
Satellitenbild (Oktober 2004)

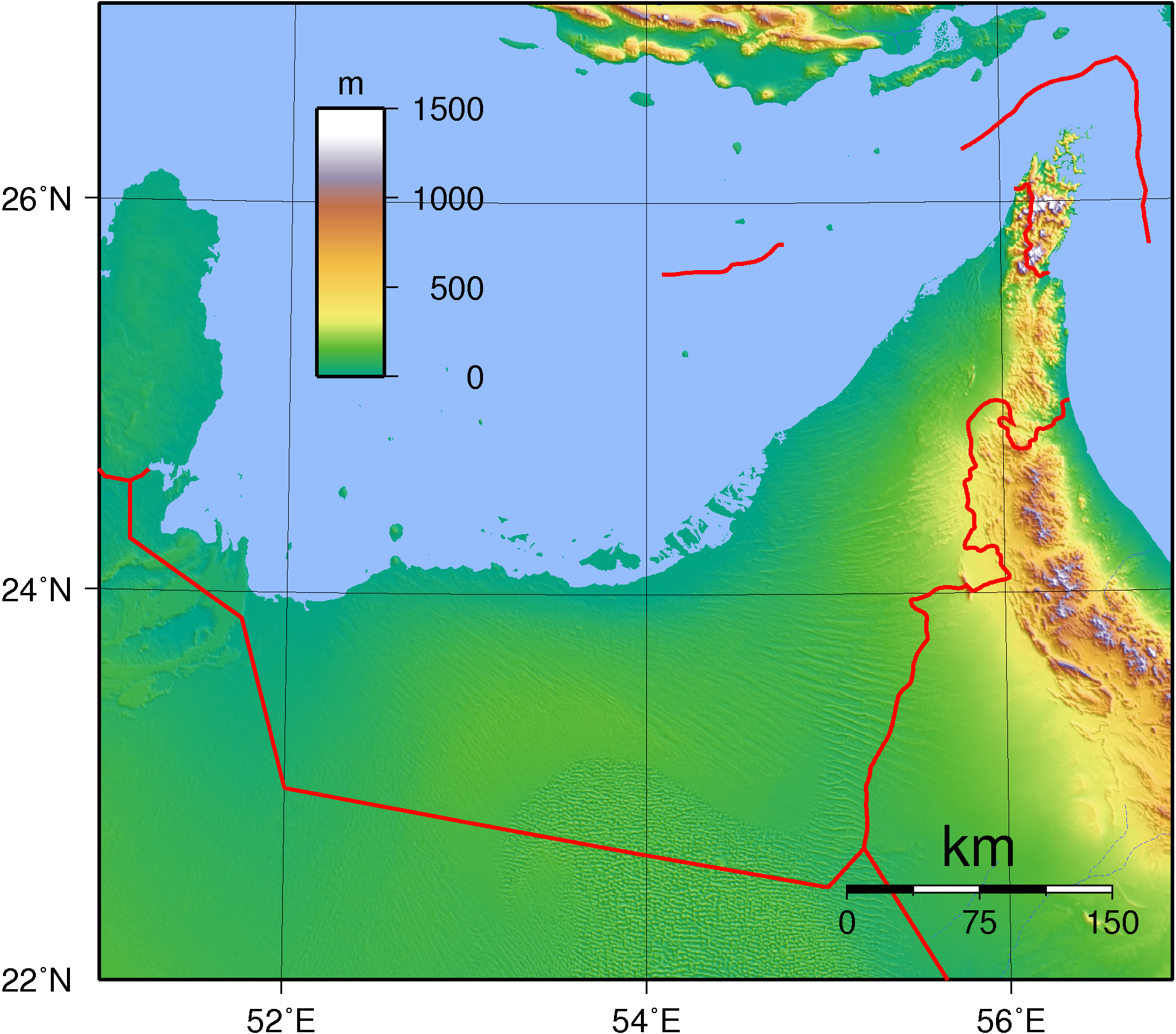
Topographische Karte der VAE bis 1974 (erkennbar an der bis dahin gemeinsamen Grenze mit Katar)

Die Geographie der Vereinigten Arabischen Emirate ist die Beschreibung der Beschaffenheit des Staatsgebietes der Vereinigten Arabischen Emirate (VAE).

## Lage
Die Vereinigten Arabischen Emirate liegen an der östlichen Küste der Arabischen Halbinsel in Südwestasien zwischen 22°50′ und 26°00′″ nördlicher Breite und 51°00′ und 56°25′ östlicher Länge. Der Süden und Westen des Landes grenzt über eine Länge von 457 km an Saudi-Arabien, der Osten über 410 km an Oman und über die Hoheitsgewässer im Westen an Katar. Im Norden schmiegt sich das Land an den Südbogen des Persischen Golfes und im Osten an den Golf von Oman, wo es das Staatsgebiet des Oman in zwei Teile trennt. Dort findet sich auch noch mit dem Gebiet um Nahwa eine Enklave zweiter Ordnung. Die Küstenlinie am Persischen Golf kann nicht genau bestimmt werden, da sie sich durch Verlagerung von Sand und Schlickmassen ständig ändert. Aus diesem Grund ist die Landesfläche nur ungenau anzugeben. Sie beträgt 77.700 km² oder 83.600 km², wenn dabei die vom Iran 1992 einseitig übernommenen Tunb-Inseln und die Insel Abu Musa zusammen mit dem ihnen umgebene Meeresgebiet mit eingerechnet werden. Im August 1974 wurde mit Saudi-Arabien im Riad-Vertrag vereinbart, dass die VAE  die Landverbindung nach Katar und das anteilige Seegebiet am Chaur al-Udaid abgeben und dafür Saudi-Arabien die territorialen Ansprüche auf die Oase Buraimi/al-Ain aufgibt.
Die VAE bestehen aus den Emiraten Abu Dhabi, Adschman, Dubai, Fudschaira, Ra’s al-Chaima, Schardscha und Umm al-Qaiwain. Das größte Emirat, Abu Dhabi, nimmt mit 67.340 km² ca. 87 % der Gesamtfläche des Landes ein, während das kleinste Emirat, Adschman, mit 259 km² nur 0,33 % der VAE ausmacht. Vor ihrem Abzug 1971 legten die britischen Protektoratsautoritäten die Grenzen zwischen den einzelnen Emiraten fest, um Territorialstreitigkeiten, welche die Gründung der VAE hätten behindern können, vorzubeugen. Dies wurde von den Herrschern der jeweiligen Emirate zum größten Teil anerkannt. Einige wenige Konflikte wurden erst nach der Gründung der VAE beigelegt. Die kompliziertesten Grenzen sind im Hadschar-Gebirge, wo sich fünf Emirate und Oman um mehr als ein Dutzend Exklaven stritten, von denen einige (z. B. Kalba) zwischenzeitlich eigenständige Emirate bildeten. Zwei dieser Exklaven werden heute von Adschman und Oman (das Dorf Hadf) bzw. Schardscha und Fudschaira gemeinsam verwaltet. Zwischen den Emiraten liegt eine Exklave Omans (Madha), innerhalb derselben wiederum sich eine Exklave Schardschas (Nahwa) befindet.

## Topographie

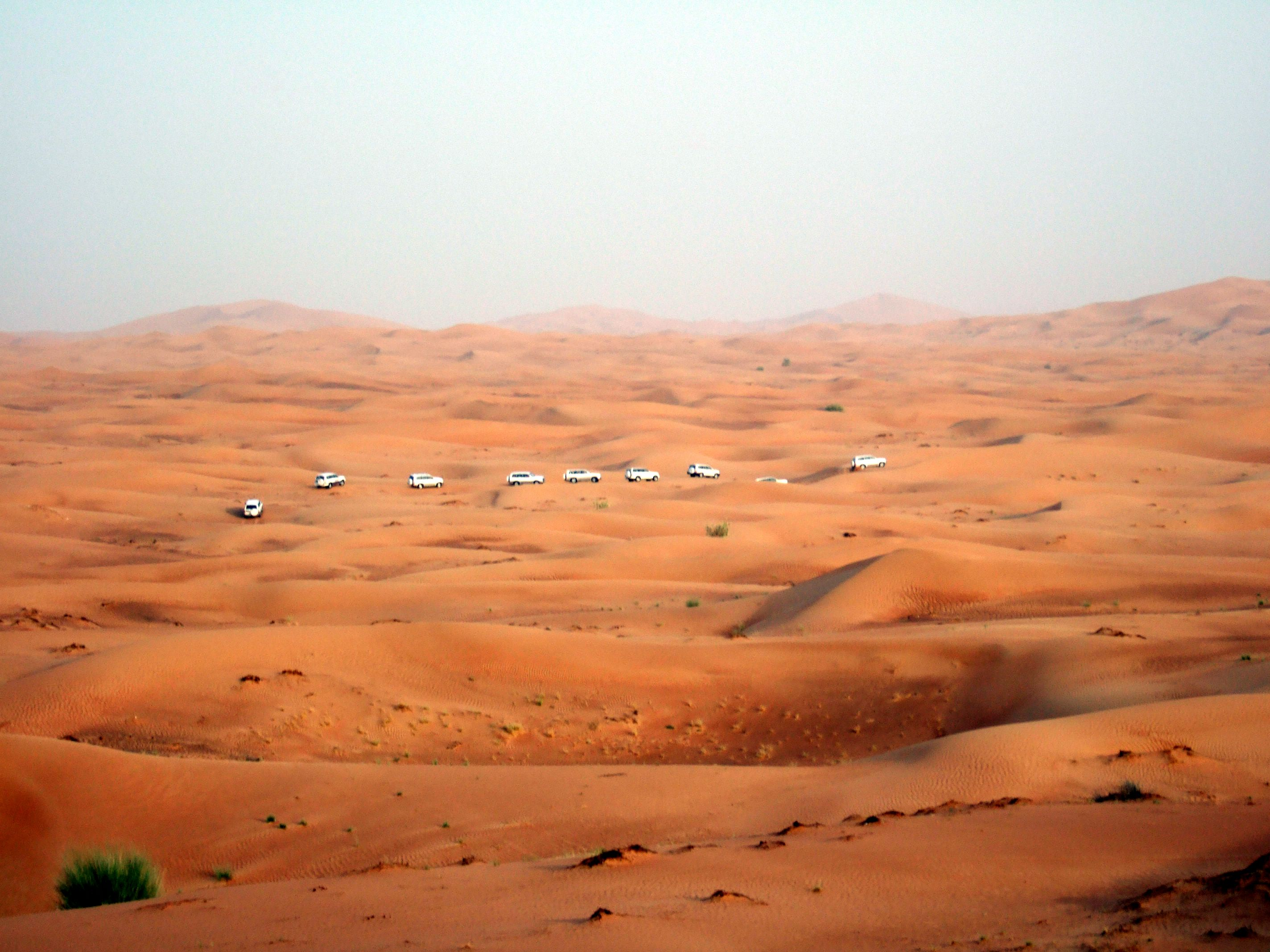
Dünen im Hinterland von Dubai

Die VAE sind fast vollständig von trockener Sandwüste bedeckt; über zwei Drittel des Landes werden von den nördlichen Ausläufern der Großen Arabischen Wüste (Rub al-Chali) eingenommen. Ihre Sanddünen können oft über Hunderte von Kilometern wandern und Oasen und Städte bedrohen. Großangelegte Bepflanzungen konnten das Vordringen der Wüste nur teilweise stoppen. Die bedeutendsten Wüstenoasen sind Al-Ain/Buraimi im Grenzgebiet zu Oman und die Liwa-Oase im Süden. Zwischen Sandwüste und Nordküste gibt es eine 15 km breite Salzsumpfebene mit Salzpfannen und brackigem Grundwasser. Der Nordküste sind viele Inseln vorgelagert; noch 100 km vor der Küste ist das Meer nur 25 m tief. Die Inseln, Sandbänke, Untiefen und Korallenriffe behindern noch heute die Schifffahrt. Im Nordosten, auf der Landspitze zwischen dem Persischen Golf und dem Golf von Oman, erhebt sich steil der nördliche Abschnitt des Hadschar-Gebirges: Schroff aus der Wüste aufsteigend erreicht es in der VAE zwei seiner höchsten Erhebungen im Dschabal Adhan (1127 m) und im Dschabal Yibir (1527 m). Hier können große Mengen von Grund- und Oberflächenwasser gewonnen werden. Flussbette, die sogenannten Wadis, durchziehen das Land.

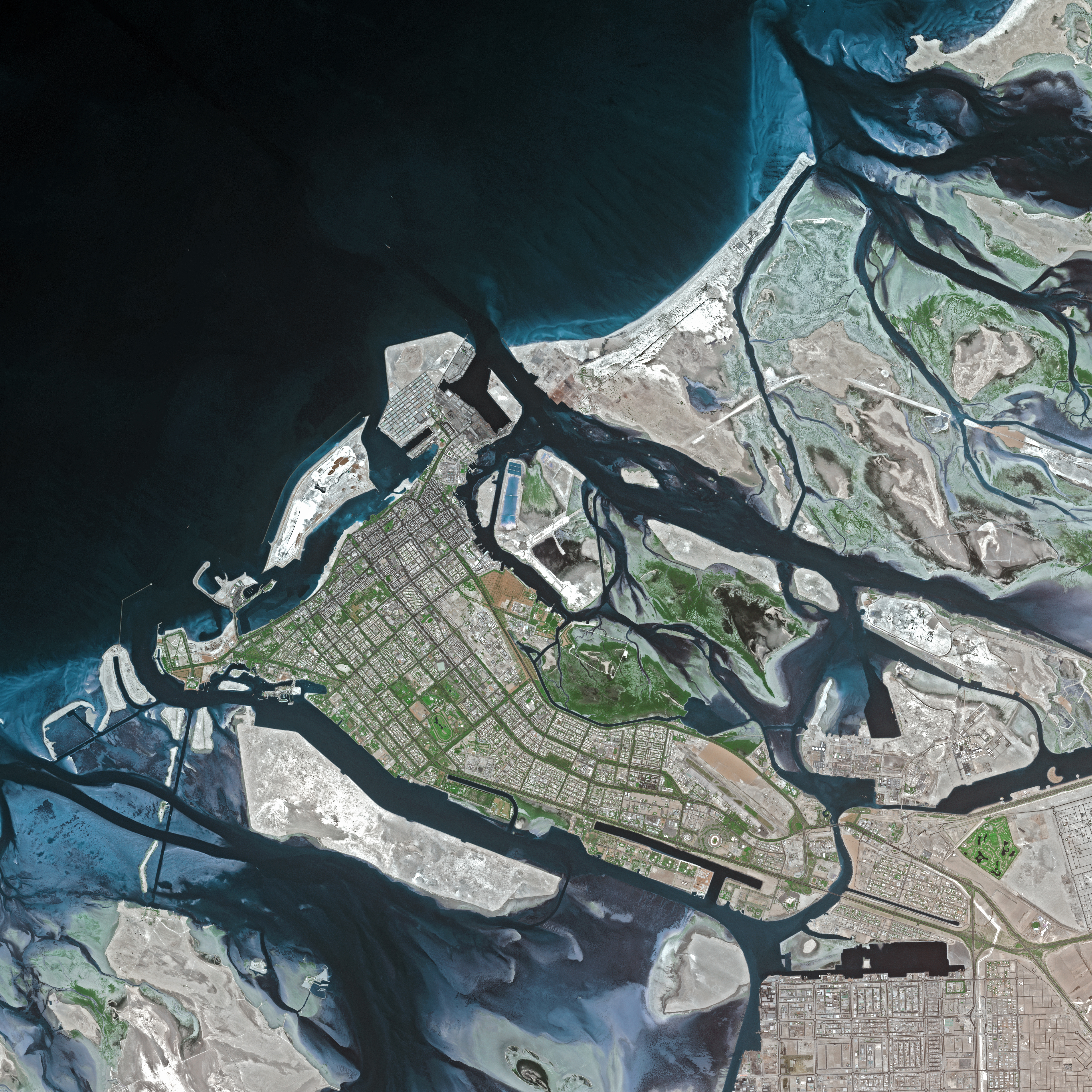
Die Küste bei Abu Dhabi

Die Küste und die Inseln im Persischen Golf
Im Westen befindet sich der mehrere hundert Quadratkilometer große Sabcha Matti. Es ist ein Gebiet mit einer Breite von 60 Kilometern und einer Tiefe von 150 km, reicht also somit bis nach Saudi-Arabien hinein. Der Sabcha Matti ist der Überrest eines einstigen Flusses, der im Inneren der Arabischen Halbinsel entsprang. Östlich davon liegen die Halbinsel Dschabal az-Zanna und der Industrieort Ruwais. In der Mitte der Nordküste finden sich eine Vielzahl von der Küste vorgelagerten Inseln, Halbinseln und auf der Höhe von Abu Dhabi ein ausgedehntes Netz von Lagunen und künstlichen Kanälen. Im Norden liegen die Großstädte Dubai, Schardscha, Adschman, die Stadt Umm al-Qaiwain entlang einer Bucht, wo auch von Mangroven bewachsene Inseln zu finden sind, und Ra’s al-Chaima, nur 20 km von der Grenze zum Oman entfernt. Von der Küste weit entfernt, liegen im Persischen Golf Inseln, wie Das, Zirku oder die vom Iran besetzten Inseln Abu Musa und die Tunb-Inseln. Da der Persische Golf nur maximal etwa 100 m tief ist, sind einige dieser Inseln aus dem Meer aufragende Salzdome.
Das Landesinnere

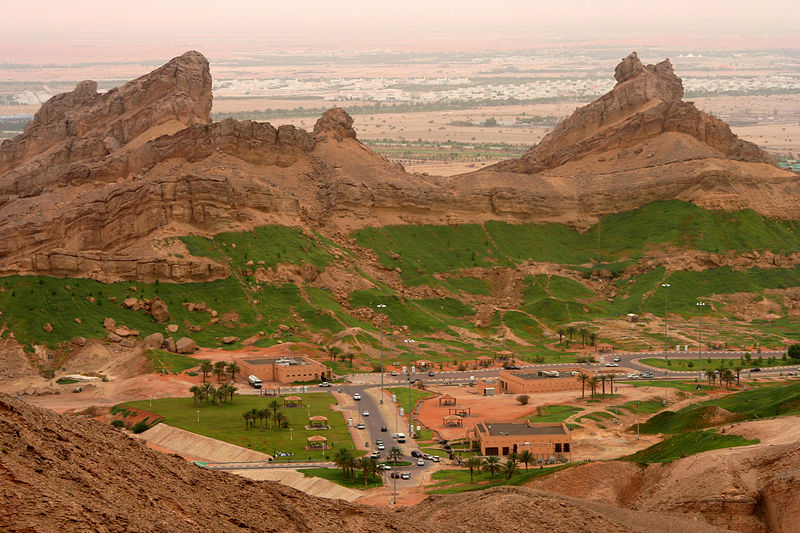
Dschabal Hafit bei Al-Ain

Im Landesinneren befindet sich die Wüste Rub al-Chali mit der Liwa-Oase im Süden und der Oasenstadt Al-Ain im Osten an der Grenze zum Oman. Der größte Teil des Landesinneren ist flache Wüste, doch gibt es Dünen südlich der Liwa-Oase mit Höhen über 100 m und auch im Südosten des Landes. Der See Al-Wathba (24° 15′ 25″ N, 54° 35′ 50″ O) befindet sich 30 km südöstlich vom Zentrum Abu Dhabis entfernt. Er ist ein Sabcha, also ursprünglich meist nur im Winter ein See. Erst seit 1998, als aufbereitetes städtisches Abwasser dorthin geleitet wurde, ist ganzjährig offenes Wasser vorhanden, so dass dort sogar Flamingos brüten. Ein weiteres wichtiges Vogelbrutgebiet ist der See Al-Warsan (25° 9′ 28″ N, 55° 24′ 57″ O), 20 km südöstlich vom Zentrum Dubais entfernt in der Nachbarschaft zur Dubai International City, der 1990 entstand und ebenfalls durch aufbereitetes städtisches Abwasser gespeist wird. Nur wenige Kilometer südlich von Al-Ain liegt der bis zu 1134 m hohe Dschabal Hafit, ein in Nord-Süd-Richtung verlaufender, etwa 26 km langer Bergrücken.

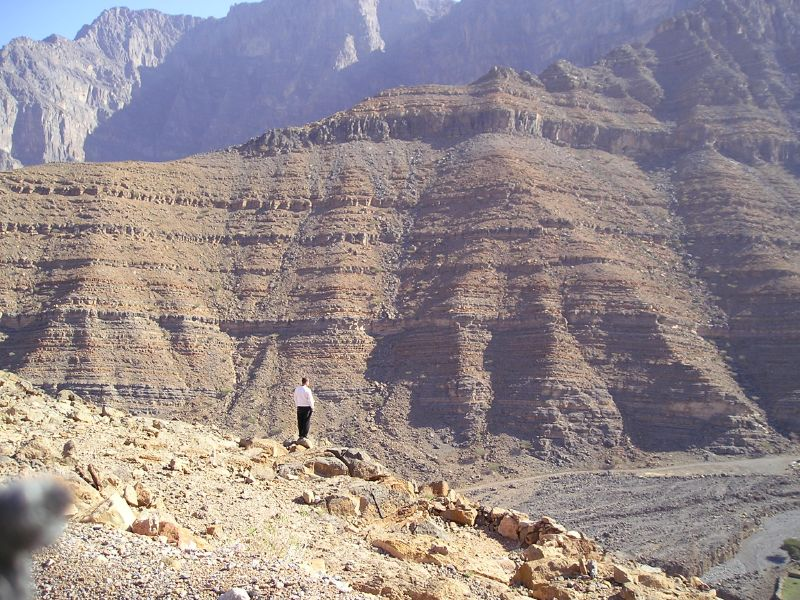
Karge Landschaft des Hadschar-Gebirges

Das Hadschar-Gebirge und die Küste des Golfs von Oman
Im Hadschar-Gebirge sind die höchsten Erhebungen der VAE zu finden: der Dschabal Yibir (1.527 m) und der Dschabal Adhan (1.127 m). Dort finden sich eine Reihe von Wadis, in denen gelegentlich Wasser fließt. So beispielsweise das Wadi Bih (25° 49′ 15″ N, 56° 7′ 28″ O), wo seit 1993 mit dem Wadi Bih Run ein Langstrecken-Rennen stattfindet. Dieses Wadi ist ein traditioneller Verbindungsweg durch das Gebirge und führt durch das omanische Musandam über das Wadi Chabb Schamsi bis nach Dibba am Golf von Oman. Die Küste des Golfs von Oman ist fruchtbar und dicht besiedelt. Die wichtigsten Städte sind Fudschaira und Dibba. In Khor Fakkan gibt es einen Hochseehafen mit einem Container-Terminal.

## Klima
Das Klima ist subtropisch bis tropisch mit sehr geringen Jahresniederschlägen, die meist im Winter fallen; häufig verdunstet der Regen, bevor er den Boden erreicht. Von Mai bis Oktober ist es extrem schwül. Vor allem im Winter und Frühsommer weht der Schamal („Der Nördliche“), ein Nordwestwind, der viel Sand und Staub mit sich bringt. Es kommt vor, dass Sandstürme aus dem Irak bis in die VAE wehen. Im Spätsommer sorgt ein feuchter Südostwind, Sharqi („Der Östliche“) genannt, besonders in der Küstenregion für unangenehmes Klima. Im Inland herrscht trockenes Wüstenklima. Im Hadschar-Gebirge ist es aufgrund der Höhenlage merklich kühler. Auf dem Jebel Jais, ein Bergstock nahe Ra’s al-Chaima, hat es seit Beginn der Wetteraufzeichnungen zweimal geschneit.
Die durchschnittlichen Temperaturen und Niederschläge in Abu Dhabi sind:
|                       | Jan  | Feb  | Mär  | Apr  | Mai  | Jun  | Jul  | Aug  | Sep  | Okt  | Nov  | Dez  |   |      |
| Mittl. Tagesmax. (°C) | 23,8 | 24,6 | 28,6 | 33,4 | 38,4 | 39,6 | 42,0 | 41,5 | 40,1 | 35,8 | 30,6 | 25,7 | ⌀ | 33,7 |
| Mittl. Tagesmin. (°C) | 11,8 | 13,2 | 15,8 | 19,1 | 22,8 | 24,8 | 27,6 | 28,7 | 25,6 | 21,8 | 17,5 | 14,1 | ⌀ | 20,3 |
|                       |      |      |      |      |      |      |      |      |      |      |      |      |   |      |
| Niederschlag (mm)     | 3,9  | 42,0 | 24,8 | 7,3  | 0    | 0,0  | 0    | 0,1  | 0    | 0,0  | 1,8  | 9,0  | Σ | 88,9 |
|                       |      |      |      |      |      |      |      |      |      |      |      |      |   |      |
| Regentage (d)         | 0,8  | 3,5  | 3,9  | 1,4  | 0,0  | 0,0  | 0,0  | 0,1  | 0,0  | 0,0  | 0,2  | 2,1  | Σ | 12   |

| 11,8 |

| 13,2 |

| 15,8 |

| 19,1 |

| 22,8 |

| 24,8 |

| 27,6 |

| 28,7 |

| 25,6 |

| 21,8 |

| 17,5 |

| 14,1 |

| 11,8 |

| 13,2 |

| 15,8 |

| 19,1 |

| 22,8 |

| 24,8 |

| 27,6 |

| 28,7 |

| 25,6 |

| 21,8 |

| 17,5 |

| 14,1 |

## Flora und Fauna

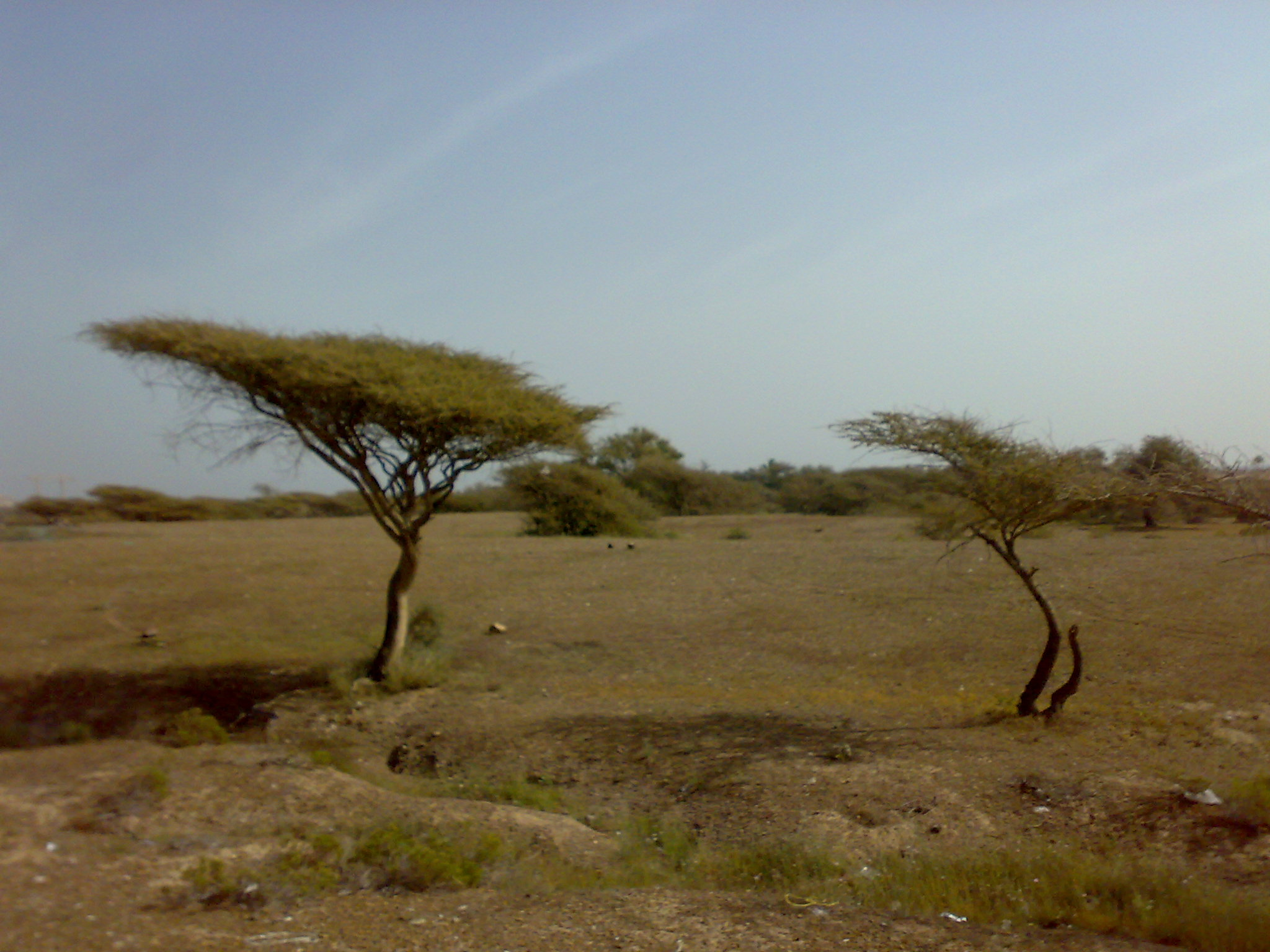
Akazien bei Fudschaira

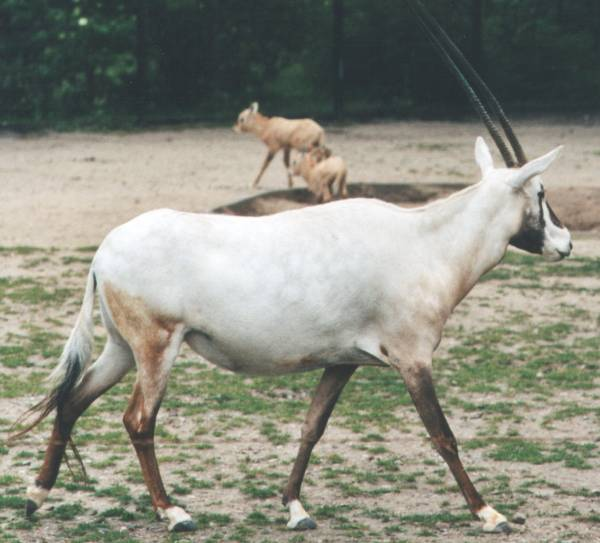
Arabischer Oryx

In den Oasen wachsen Dattelpalmen, Akazien und Eukalypten; die Wüste hat äußerst spärliche Vegetation mit Hartgräsern und Dornbüschen. Die einheimischen Tiere wurden durch intensive Jagd fast ausgerottet. In den Küstengewässern gibt es vor allem Makrelen, Barsche und Thunfische, selten Haie und Wale; die reichen Fischbestände gehen durch die Verschmutzung rapide zurück. Auf der Insel Sir Bani Yas wurde in den 1970er Jahren von Scheich Zayid bin Sultan Al Nahyan ein Naturreservat für einheimische Pflanzen und Tiere angelegt, welches u. a. das Überleben der Arabischen Oryxantilope und des Leoparden sicherte. In den letzten Jahren wurde begonnen, im Süden der VAE Herden von Oryxantilopen wieder in die freie Wildbahn zu entlassen.